# Guadarrama (paroisse civile)
Pour les articles homonymes, voir Guadarrama.
Guadarrama est l'une des quatre paroisses civiles de la municipalité d'Arismendi dans l'État de Barinas au Venezuela. Sa capitale est Guadarrama. En 2018, sa population s'élève à 2 523 habitants.

## Géographie

### Démographie
Hormis sa capitale Guadarrama, la paroisse civile possède plusieurs localités dont :
- Boca de Igüés
- Boca del Pao
- Guadarrama
- Igüés
- Las Trincheras